# Salvador Beltrán
Salvador Beltrán (El Prat de Llobregat, 10 de diciembre de 1990) es un cantante español de pop. Ganó el certamen internacional del Festival de la Canción de Viña del Mar de 2017 con la canción «Dónde estabas tú».

## Biografía
Lleva dedicándose a la música desde niño. A los 13 años empezó a tocar una guitarra que le regaló su primo. Aprendió con vídeos, empezó con soleares, con flamenco, con Gipsy Kings. Tocaba en las calles del barrio, se juntaba con gente que sabía más que él y le enseñaba. Luego la vida le llevó a cruzarse con el que él llama su "Duende Gabriel". Con el paso de los años el tiempo cruzaría en su vida a otro "duende" Alejandro Sanz. Salvador decidió mandarle su canción 'Imagínate' a través de Twitter y la respuesta del artista fue inmediata. Alejandro, no sólo se llevó una gran sorpresa al escuchar el arte que destila este joven compositor sino que además mostró mucho interés en apoyar su música. Habló con su propio descubridor y productor de sus primeros álbumes, el starmaker-productor Miguel Ángel Arenas 'Capi' (Los Pecos, Mecano, Alejandro Sanz...) que se puso en contacto con Salvador esa misma noche. Así comenzó un proceso de selección de canciones artista-productor, de entre los más de 90 temas que ya tenía compuestos Salvador. A partir de 2013 ya se hacía un hueco en el mundo de la música gracias al dueto formado por la cantante Merche y él mismo, además de sus colaboraciones con India Martínez y Franco de Vita.
A finales del mismo año, Televisión Española (TVE) proclama a Salvador como aspirante a representar a España en Eurovisión 2016. Por tanto, Salvador participó en el programa Objetivo Eurovisión de Televisión Española (TVE),  con su tema días de alegría celebrado el día 1 de febrero de 2016 a las 22:15h. La elegida para representar a España en Eurovisión 2016 fue Barei. A pesar de no haber conseguido ir a Eurovisión 2016 recibió la puntuación máxima del jurado internacional (UK, Francia, Italia y Suecia) y un gran apoyo de la cantante Merche, con la cual hizo el dueto "Por si vienes".
En febrero de 2017, Chilevisión y el Festival Internacional de la Canción de Viña del Mar anunciaron la candidatura de Salvador Beltrán para participar en la edición de 2017 en representación de España. Tras un arduo proceso de selección, que incluyó la revisión de más de 550 canciones de todo el mundo, «Dónde estabas tú», de la que es cantautor, fue seleccionada como una de las seis participantes en la competencia. Tras una polémica edición, que incluyó la descalificación de la finalista cubana, Salvador Beltrán fue elegido como el ganador de la competencia internacional y recibió la Gaviota de plata a mejor canción.
En 2018 publicó sus temas "Divina muerte" y "Tus labios rojos" (junto con Lucía Gil)

## Discografía
- Cambio de planes (25 de septiembre de 2012)
- Reflejos en mi camino ( 28 de abril de 2015)
- Epicentro (31 de mayo de 2019)

## Singles
- «En mi mente» (2012)
- A veces me pregunto (2012)
- «Por si vienes» (con Merche) (2013)
- «La estrella de la Navidad» (con India Martínez) (2013)
- «No intentes amarrarme» (2015)
- «Dejemos el pensar atrás» (2015)
- «Días de alegría» (2016) (Objetivo Eurovisión)
- «Dónde estabas tú» (incluida en el álbum Reflejos en mi camino, canción con la que ganó la competencia del género popular en el Festival Internacional de la Canción de Viña del Mar 2017)
- «Divina Muerte» (2018)
- «Tus Labios Rojo» (Con Lucía Gil) (2018)
- «Se ve el final» (2019)